# Accelerando
Accelerando (afkorting: "accel.") is een van oorsprong Italiaanse muziekterm die aangeeft dat er versneld moet worden.

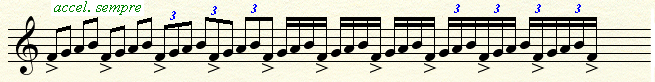
Accelerando, gecombineerd zowel als term (accel.sempre = steeds versnellend) als in uitgeschreven vorm

Soms staat er aangegeven van en naar welk tempo er versneld moet worden met behulp van een metronoomgetal voor en na de versnelling, als dat er niet staat dient men op gevoel te versnellen.
Een accelerando wordt soms ook uitgeschreven in steeds wat kortere notenwaarden. In dat geval spreekt men dan ook van een uitgeschreven accelerando.
De term accelerando wordt soms ook gevolgd door een stippellijn die aangeeft tot waar het accelerando duurt.

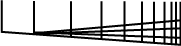
Accelerando in moderne grafische notatie

In moderne muziek wordt accelerando ook genoteerd door uiteenwaaiende waardestrepen aan de notenstokken, zoals in bijgaand plaatje.
De tegenhanger van accelerando is rallentando, ofwel vertragen.
de toevoegingen -endo en -ando betekenen dat een bepaald effect of bepaalde eigenschap van de muziek (hier: snelheid) geleidelijk versterkt moet worden. Over welk tijdsbestek dit gebeurt is aan de interpretatie van de uitvoerend muzikant(en) of wordt op een bepaalde manier duidelijk gemaakt door de componist van het betreffende stuk.